# Roger de Piles
Roger de Piles, né à Clamecy le 7 octobre 1635 et mort à Paris le 5 avril 1709 , est un peintre, graveur, théoricien de l'art et diplomate français.

## Biographie
Issu d’une famille nivernaise de notables provinciaux, Roger de Piles mène des études à Nevers, Auxerre puis à Paris où il suit les cours de peinture de Claude François, dit frère Luc. En 1662, par l’intermédiaire de Gilles Ménage, il devient précepteur de Michel Amelot, fils d’un président au Grand Conseil. À la fin des années 1660, ses écrits sur l’art lui valent une certaine renommée.
Lorsque Michel Amelot est nommé ambassadeur à Venise en 1682, il choisit de Piles comme secrétaire. Revenu en France en 1685, de Piles est envoyé par Louvois visiter l’Allemagne et l’Autriche. Il accompagne ensuite au Portugal Michel Amelot, qui y a été nommé ministre plénipotentiaire.
En 1688, Amelot ayant obtenu la neutralité des cantons suisses, de Piles signe au traité conclu en 1689 et le porte à Louis XIV. En 1692, il est chargé d’une mission diplomatique en Hollande, mais est arrêté à La Haye et incarcéré pendant cinq ans. Libéré en 1697, il retrouve la vie parisienne.
Collectionneur de peintures et de dessins, il fait partie des experts parisiens qui jugent de la qualité et de l’authenticité d’une œuvre. En 1699, il est reçu à l’Académie royale de peinture en qualité de conseiller honoraire. Il consacre ses dernières années à l’écriture et à la peinture, et meurt à Paris le 5 avril 1709. Il est inhumé à Saint-Sulpice.
On ne connaît de lui que le Portrait de M. de Chénerilles, peint sur cuivre, non signé et non daté, conservé au musée de Clamecy, et une eau-forte, ni signée ni datée, reproduisant un portrait de Du Fresnoy dû à Le Brun. Ses portraits peints de Boileau, Ménage, François Tortebat et son autoportrait, ne sont connus que par des estampes réalisées par des graveurs célèbres, comme Bernard Picart pour le dernier cité.

## Estampes et pédagogie

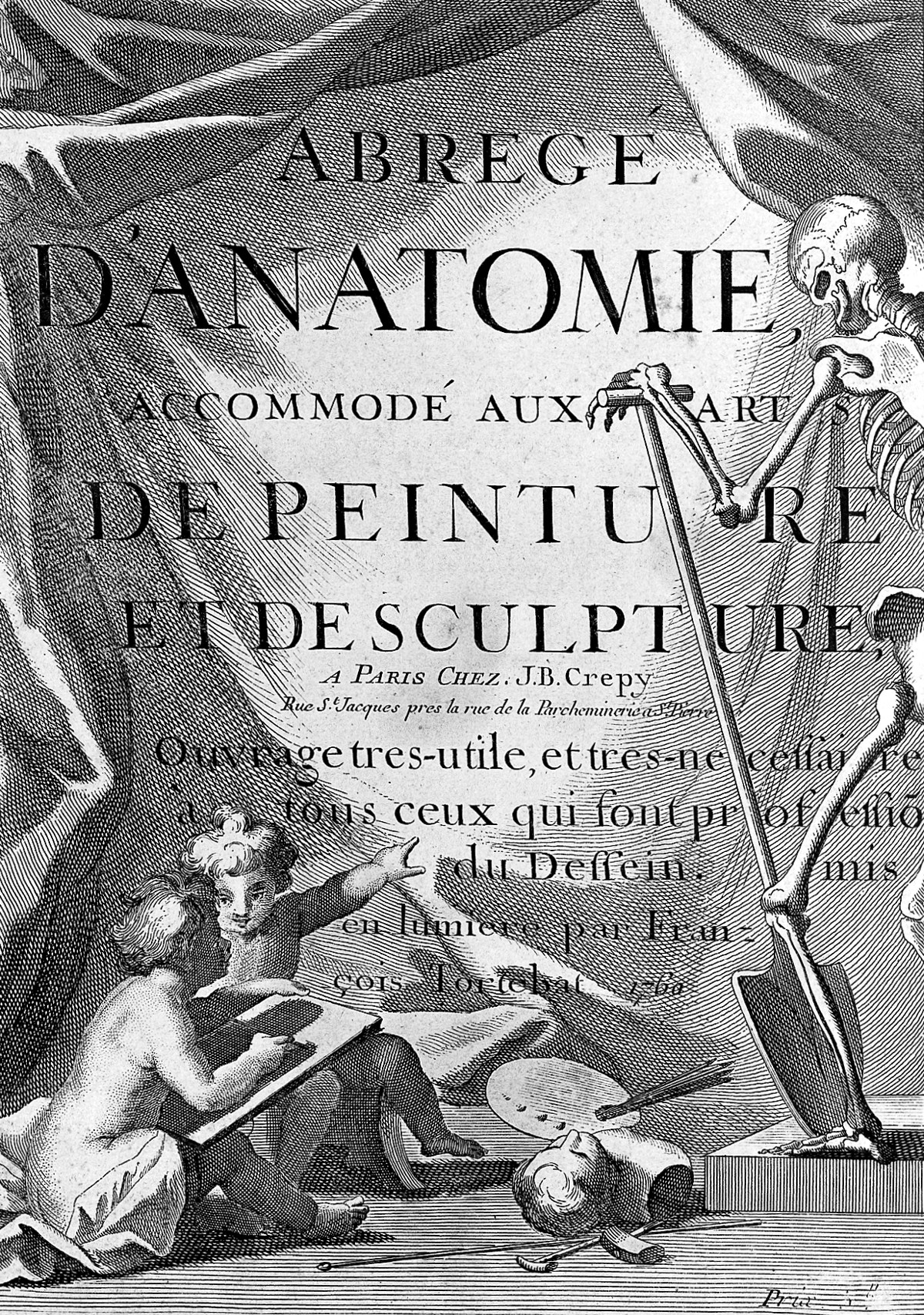
Gravure de François Tortebat.

L'usage pédagogique des images dans l'apprentissage de la lecture a été mis en évidence par Comenius et Roger de Piles à la fin du XVIIe siècle, dans son Abrégé de la vie des peintres. Partant du constat que le désir de s'instruire est entravé par la peine d'apprendre et la facilité d'oublier, De Piles fait la promotion des estampes, de leur qualité et de leur diversité : Chaque particulier peut choisir des sujets qui puissent ou rafraichir sa mémoire, ou fortifier ses connaissances. Il dresse une véritable liste de tous les avantages qu'elles offrent :
- divertir par l'imitation en nous représentant par leur peinture les choses visibles ;
- instruire d'une manière plus forte et plus prompte que par la parole ;
- abréger le temps que l'on emploierait à relire les choses oubliées ;
- représenter les choses absentes comme si elles étaient devant nos yeux ;
- donner les moyens de comparer facilement car elles occupent peu de lieux (contrairement aux musées) ;
- former le goût aux bonnes choses et aux beaux-arts : En fait d'Arts, les estampes sont les lumières du discours et les véritables moyens par où les auteurs se communiquent.

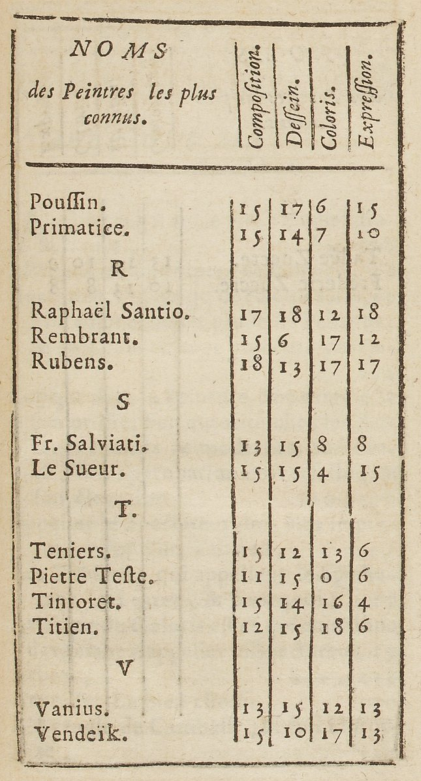
Extrait de la Balance des peintres.

Dans son dernier ouvrage publié, le Cours de peinture par principes (1708), de Piles présente, en annexe, une liste de cinquante-six peintres majeurs dont il avait pris connaissance en connaisseur lors de ses voyages. À chaque peintre de la liste, il attribue des notes de 0 à 18 pour la composition, le dessin, le coloris (couleur) et l'expression, considérant qu'aucun peintre n'a encore atteint les notes de 19 et 20. La note 18 est attribuée au Guerchin et à Rubens pour la composition, à Raphaël pour le dessin et l'expression, à Giorgione et au Titien pour le coloris. Raphaël et Rubens ont les meilleurs notes moyennes tandis que Giovanni Bellini, Giorgione et Le Caravage reçoivent une excellente note en coloris mais des notes inférieures à 10 dans les trois autres catégories. Il donne zéro au Caravage en expression, ainsi qu'à Dürer en dessin. La Balance de peintres a été très discutée parmi les critiques d'art au XVIIIe siècle et ridiculisée par William Hogarth dans son estampe, Enthusiasm Delineated (1761),.

## Publications
- Roger de Piles, Dialogue sur le coloris, Paris, Chez Nicolas Langlois, 1673, 80 p. (lire en ligne), réimpression en 1699
- Roger de Piles, Conversations sur la connoissance de la peinture, et sur le jugement qu'on doit faire des tableaux : Où par occasion il est parlé de la vie de Rubens, & de quelques-uns de ses plus beaux ouvrages, Paris, Chez Nicolas Langlois, 1677 (lire en ligne)
- Roger de Piles, Dissertation sur les ouvrages des plus fameux peintres. Le Cabinet de Monseigneur le duc de Richelieu. La vie de Rubens, Paris, Chez Nicolas Langlois, 1681 (lire en ligne)
- Les Premiers Elemens de la peinture pratique enrichis de figures de proportion mesurees sur l’antique, desinees & gravees par  Jean-Baptiste Corneille peintre de l’Academie Royale, Paris, Nicolas Langlois, 1684.
- Abrégé d’Anatomie, accommodé aux Arts de Peinture et de Sculpture, Et mis dans un ordre nouveau, dont la méthode est très-facile, & débarassé de toutes le difficultez & choses inutiles, qui ont toujours esté un grand obstacle aux Peintres pour arriver à la perfection de leur Art par François Tortebat « peintre du Roy dans son Académie Royale de Peinture & de Sculpture », 1667, Jean Mariette, Paris, 1733, Paris, Chez J. B. Crepy, 1760, 1765 : Bonnard et Jombert. Les gravures, réalisées en 1668, sont des écorchés et des squelettes dans des poses des plus artistiques. "Les figures sont d’après celles que le Titien avoit dessinées pour le Livre de Vésale..."
- Roger de Piles, Abrégé de la vie des Peintres : avec des reflexions sur leurs ouvrages, et un Traité du peintre parfait, de la connoissance des desseins, & de l'utilité des estampes, Paris, Gallica, 1699 (lire sur Wikisource, lire en ligne).
- Cours de Peinture par Principes composé par M.. de Piles, Paris: chez Jacques Estienne, 1708 (lire en ligne), À Amsterdam et à Leipzig, chez Arkstée & Merkus, 1766.
- Œuvres diverses de M. de Piles de l'Académie Royale de peinture et sculpture, Paris, Chez Charles-Antoine Jombert, 1767, tome 1, tome2, tome 3, tome 4, tome 5
- Recueil de divers ouvrages sur la peinture et le coloris, Paris, Chez Cellot & Jombert, 1775.
- Roger de Piles, Elemens de peinture pratique : Nouvelle édition entièrement refondue et augmentée considérablement par Charles-Antoine Jombert, Paris, 1766 (lire en ligne)